# كاتو أسوس (كورينثيا)
كاتو أسوس (Κάτω Άσσος) هي مدينة في كورينثيا في مقاطعة كينتريكي إلادا في اليونان.